# Lawaqa Park
Het Lawaqa Park is een multifunctioneel stadion in Sigatoka, een stad in Fiji. Het stadion wordt vooral gebruikt voor voetbal- en rugbywedstrijden. De voetbalclub Nadroga FC maakt gebruik van dit stadion. In het stadion is plaats voor 12.000 toeschouwers waarvan 3.500 zittend in tribune.
In 2015 is stadion gerenoveerd. De renovatie heeft 2,1 miljoen Fijische dollar gekost en heeft 3 maanden lang geduurd.